# Автобусная авария в Гниби
Ава́рия авто́буса в Гниби́ — крупное дорожно-транспортное происшествие в округе Гниби, в районе города Кафрин в Сенегале. ДТП произошло 8 января 2023 года. По разным данным, от 125 до 140 человек погибли и получили ранения. Авария стала самой смертоносной в стране за последнее время.

## Происшествие
В 3:15 на национальном шоссе №1 возле Гниби близ города Кафрин столкнулись два рейсовых автобуса. Один следовал из Дакара, другой — из региона Кедугу. По данным местных властей, на момент аварии в автобусах находились 139 пассажиров, не считая водителей. Мэр Кафрина и прокурор города Каалак объяснили, что у одного автобуса спустило колесо. Из-за этого он выехал на встречную полосу и столкнулся с другим автобусом.

## Жертвы
В день инцидента Senenews сообщило о 38 погибших и не менее 100 раненых; президент Сенегала Маки Саль сообщил в своем Twitter-аккаунте, что в аварии погибли 40 человек. Другие источники говорили о 40 погибших и 87 раненых. Утром следующего дня сообщалось о 39 погибших и 95 раненых.
Последняя столь крупная авария в стране произошла в 2017 году, когда также в результате столкновения двух автобусов погибло не менее 25 человек. Таким образом, трагедия в Гниби стала самым смертоносным ДТП для Сенегала за несколько лет.

## Реакция
Президент Маки Саль объявил трёхдневный национальный траур.